# Stema Siriei

Stema Siriei

Stema Siriei, în forma sa actuală, a fost adoptată în 2025, în urma căderii regimului al-Assad. Stema reprezintă șoimul lui Quraish, simbolul național. La înălțimea corpului șoimului este situat steagul Siriei pe un scut. Mai jos se găsește un pergament verde pe care este scris în limba arabă  الجمهورية العربية السورية (tradus "Republica Arabă Siriană").

## Steme istorice

1946-1958 1961-1963
1958-1961
1963-1972
1972-1980
1980-2024